# Вальдинг
Вальдинг (нем. Walding) — ярмарочная коммуна (нем. Marktgemeinde) в Австрии, в федеральной земле Верхняя Австрия. 
Входит в состав округа Урфар.  Население составляет 4158 человек (на 30 мая 2008 года). Занимает площадь 15 км². Официальный код  —  41 626.

## Политическая ситуация
Бургомистр коммуны — Йозеф Айденбергер (СДПА) по результатам выборов 2003 года.
Совет представителей коммуны (нем. Gemeinderat) состоит из 25 мест.
- СДПА занимает 16 мест.
- АНП занимает 9 мест.